# Marry Me (Train)
Marry Me è il terzo singolo dell'album e secondo della Golden Gate Edition dei Train di Save Me San Francisco (Golden Gate Edition). Il brano ha debuttato alla posizione numero 86 della Billboard Hot 100 ma è riuscito ad entrare, successivamente, nella top 40 della classifica, diventando il terzo singolo consecutivo della band ad arrivare nella top 40. Nell'aprile del 2011 il brano raggiunge il milione di download digitali negli Stati Uniti, ricevendo il disco di platino dalla RIAA.

## Background
Il cantante e compositore dei Train Pat Monahan ha dichiarato in diverse interviste che la canzone era inizialmente un brano molto breve, consistente esclusivamente in una strofa e un ritornello, ma egli fu poi influenzato a continuare la canzone per sfruttare la bellezza iniziale della canzone.

## Video musicale
Il video del brano, diretto da Lex Halaby e pubblicato su YouTube il 12 dicembre 2010, si apre con diverse coppie sedute su un divano che parlano delle loro relazioni e di come si sono conosciuti. Successivamente il video si sposta in un locale dove si trova il leader del gruppo, Pat Monahan, che incrocia lo sguardo di una cameriera (di nome Kate) interpretata da Anna Camp. Il video continua alternando la scena del locale a quella in cui il gruppo suona la canzone. Termina con la cameriera che corre fuori dal locale in cerca di Monahan, ma non trovandolo, torna dentro amareggiata; si siede al tavolo dove era seduto lui e trova il suo cappello. Monahan torna al locale per recuperare il cappello dimenticato e lì trova la ragazza, i due si guardano di nuovo e Monahan sorride. Il video termina con l'inquadratura di due tazze sullo stesso tavolo in cui si erano seduti prima lui e poi lei.

## Classifiche
"Marry Me" ha debuttato alla posizione numero 95 nella Billboard Hot 100 e da allora ha raggiunto la posizione numero 34. Nell'aprile 2011 il singolo superò il milione di coppie vendute in formato download digitale.
| Paese                                      | Posizione più alta |
| ------------------------------------------ | ------------------ |
| Billboard Canadian Hot 100 (Canada)        | 47                 |
| Billboard Hot 100 (Stati Uniti)            | 34                 |
| Billboard Radio Songs (Stati Uniti)        | 37                 |
| Billboard Adult Contemporary (Stati Uniti) | 3                  |
| Billboard Adult Pop Songs (Stati Uniti)    | 4                  |
| Billboard Pop Songs (Stati Uniti)          | 27                 |
| Billboard Digital Songs (Stati Uniti)      | 23                 |

## Cover
La cantante country Martina McBride ha registrato una versione duettata con Pat Monahan per il suo undicesimo album, Eleven. La canzone è stata pubblicata come terzo singolo tratto dall'album il 26 marzo 2012.

### Classifiche
| Paese                                 | Posizione massima |
| ------------------------------------- | ----------------- |
| Billboard Country Songs (Stati Uniti) | 45                |